# Liste der Äbte von St Albans
Die folgenden Personen waren Äbte der Abtei von St Albans (England):
| Name                                        | Amtszeit   |
| ------------------------------------------- | ---------- |
| Willegod                                    | 793–       |
| Wulsig                                      |            |
| Wulnoth (Walworth)                          | um 930     |
| Eadfrith                                    |            |
| Wulsin                                      | † um 968   |
| Aelfric                                     |            |
| Ealdred                                     |            |
| Eadmer                                      |            |
| Leofric                                     |            |
| Ælfric von Abingdon                         | † 1005     |
| Leofstan                                    |            |
| Frithric (Frederic)                         |            |
| Paul of Caen                                | 1077–1093  |
| Richard d'Aubeney                           | 1097–1119  |
| Geoffrey von Dunstable (Geoffrey de Gorham) | 1119–1146  |
| Gorion Ralph                                |            |
| Robert of Gorham                            | 1151–1166  |
| Simon                                       | 1167–1183  |
| Warin                                       | 1183–1195  |
| John de Cella (John von Wallingford)        | 1195–1214  |
| William von Trumpington                     | 1214–1235  |
| John von Hertford                           | 1235–1260  |
| John de Maryns                              | 1302–1308  |
| Hugh von Eversden                           | 1308–1327  |
| Richard von Wallingford                     | 1326–1335  |
| John de la Moote                            | 1396–1401  |
| William Heyworth                            | 1401–1420  |
| John of Wheathampstead (John Whethamstede)  | 1420–1440  |
| John Stoke                                  | 1440–1451  |
| John of Wheathampstead                      | 1451–1465  |
| William Albon                               | 1465–1475  |
| William von Wallingford                     | 1476–1484? |
| Thomas Ramryge                              | 1492–1520  |
| Robert Catton                               | 1529–1538  |
| Robert Boreman                              | 1538–1539  |